# Richard Sykes (Biochemiker)
Sir Richard Sykes (* 7. August 1942 in Huddersfield, England) ist ein britischer Biochemiker und Mikrobiologe.

## Leben
Richard Sykes wurde als Sohn eines Tischlers geboren. Er besuchte die Abendschule und erlangte zwei Doktortitel, einen als Chemiker an der London University und einen in Mikrobiologie an der Bristol University.
1972 begab er sich erstmals zu Glaxo. Fünf Jahre später verließ er Glaxo und arbeitete beim US-Konkurrenten Squibb, bis er schließlich 1986 wieder zu Glaxo zurückkehrte.
Er arbeitete als Geschäftsführer der Firma bis 1993. 1994 wurde er als Knight Bachelor („Sir“) geadelt.
Als er 2002 60 Jahre alt wurde, verließ er die inzwischen in GlaxoSmithKline umbenannte Firma und ging an das Imperial College.
In den 1970er Jahren untersuchte er mit Mark H. Richmond die Antibiotikaresistenz von Bakterien und klassifizierte die dabei zum Zuge kommenden β-Lactamasen.